# Saint-Marcel (Italia)
Saint-Marcel es una localidad y comune italiana de la región del Valle de Aosta, con 1.227 habitantes.

## Evolución demográfica
| Gráfica de evolución demográfica de Saint-Marcel entre 1861 y 2001 |
|                                                                    |
| Fuente ISTAT - elaboración gráfica de Wikipedia                    |